# معجزه خورشید
معجزه خورشید که همچنین با نام معجزه فاتیما شناخته می شود مجموعه‌ای از رویدادها بود که طبق گزارش‌ها به نحو معجزه‌آمیز در ۱۳ اکتبر ۱۹۱۷ رخ داده است و مورد رؤیت جمعیت بزرگی که در فاتیما، پرتغال جمع شده بودند قرار گرفته است. این تجمع در واکنش به پیشگویی ۳ کودک چوپان با نام‌های لوچیا دوس سانتوس و فرانسیسکو مارتو و جاسینتا مارتو اتفاق افتاد. پیشگویی این بود که مریم باکره (که بانوی ما فاتیما نامیده می‌شد) در‌ آن تاریخ ظاهر خواهد شد و معجزاتی انجام خواهد داد. روزنامه‌ها گواهی‌هایی از شاهدان منتشر کردند که گفتند شاهد فعالیت خارق‌العاده خورشید بودند مانند این که خورشید ظاهراً «می‌رقصیده» یا در آسمان حرکات زیگ‌زاگ داشته و این گونه به سمت زمین نزدیک می‌شده است یا نور و شعاع چندرنگی منتشر می‌کرده‌است. طبق این گزارش‌ها این رویدادها حدوداً ۱۰ دقیقه طول کشید.
تعداد حاضرینی که رویداد را مشاهده کردند تا ۱۰۰ هزار نفر تخمین زده شده‌است.